# Административное деление Орска

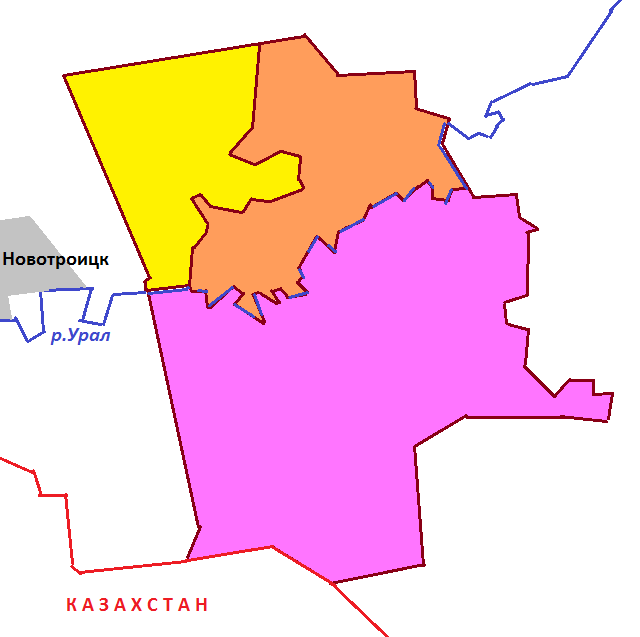
Внутригородские районы Орска:
Ленинский район
Октябрьский район
Советский район

Город Орск Оренбургской области разделён на территориальные единицы – 3 района: Ленинский, Октябрьский, Советский.
Районы города Орска не являются муниципальными образованиями.
Районам подчинены 8 сельских населённых пунктов, которые вместе с самим городом в рамках местного самоуправления образуют муниципальное образование город Орск со статусом городского округа. В рамках административно-территориального устройства, Орск имеет статус отдельной административно-территориальной единицы — города (областного значения).

## Районы города
|   | Район города      | Площадь, км² | Население, чел. | Код ОКАТО  |
| - | ----------------- | ------------ | --------------- | ---------- |
| 1 | Ленинский район   | 92,4         | ↘61 145         | 53 423 364 |
| 2 | Октябрьский район | 132,0        | ↘75 515         | 53 423 368 |
| 3 | Советский район   | 416,2        | ↘52 535         | 53 423 373 |

## Населённые пункты
Районам города подчинены 8 населённых пунктов.
| №     | Населённый пункт | Тип населённого пункта | Население | Административное подчинение |
| ----- | ---------------- | ---------------------- | --------- | --------------------------- |
| 1e-06 | Орск             | город                  | ↘185 362  |                             |
| 1     | Казарма 20 км    | посёлок                | 30        | Советский район             |
| 2     | Крыловка         | село                   | 1172      | Советский район             |
| 3     | Мирный           | посёлок                | 358       | Октябрьский район           |
| 4     | Новоказачий      | посёлок                | 618       | Ленинский район             |
| 5     | Ора              | село                   | 400       | Советский район             |
| 6     | Тукай            | село                   | 361       | Советский район             |
| 7     | Ударник          | село                   | 1164      | Советский район             |
| 8     | Урпия            | село                   | 101       | Советский район             |

## История
Три района города Орска были образованы Указом Президиума Верховного Совета РСФСР № 5-88/4  от 31 марта 1972 года.